# Nine Lives (film, 2005)
Pour les articles homonymes, voir Nine Lives.
Pour plus de détails, voir Fiche technique et Distribution.
Nine Lives est un film américain écrit et réalisé par Rodrigo García, sorti en 2005.

## Synopsis
En neuf plans-séquences, neuf portraits de femmes d'aujourd'hui, de milieux et d'âges différents, que le destin les fait parfois croiser, avec pour thème les relations parents-enfants, l'amour fracturé, l'adultère, la maladie et la mort.
- Sandra, détenue dans une prison pour femmes, veut rester en contact avec sa fille. Mais lorsqu'elle reçoit sa visite, elle s'énerve et s'effondre émotionnellement contre un téléphone cassée de sa cabine, l'empêchant de communiquer avec sa fille.
- Jeune femme enceinte, Diana croise à l'improviste un de ses amours passés, Damian, dans un magasin, alors qu'ils ont refait leurs vies chacun de leurs côtés.
- Holly se rend chez elle pour affronter son beau-père (le gardien de prison vu dans le premier portrait) qui l'abusa sexuellement et agite, de façon hystérique, un revolver sur ce dernier avant de tenter de se suicider.
- Sonia se rend avec son époux dans le nouvel appartement d'un couple d'amis (le mari du couple d'amis est Damian, vu dans le second portrait) et affronte sa vie privée jetée en pâture par son époux devant les hôtes.
- La jeune Samantha est ballotée entre un père handicapé et une mère qui ne parvient plus à communiquer avec son mari, ces derniers lui posant des questions la concernant.
- Lorna se rend avec ses parents à l'enterrement de l'épouse de son ex-mari, qui s'est suicidée. Mais elle doit faire face au désir sexuel de ce dernier.
- Ruth, vue dans le cinquième portrait, décide d'échapper à sa vie, en se rendant dans un hôtel avec un autre homme, mais la culpabilité la ronge au moment où elle se rend dans la chambre où était Sandra, dont on apprend qu'elle s'est évadé.
- Camille, qui doit se faire opérer d'un cancer du sein, passe son temps à se quereller avec son mari, qui essaye de la soutenir et se plaint du personnel hospitalier, dont Holly fait partie.
- Maggie discute de la vie avec sa fille Maria au cours d'un pique-nique dans un cimetière et réalise qu'elle a besoin du réconfort de cette dernière.

## Fiche technique
- Titre : Nine Lives
- Réalisation et scénario : Rodrigo García
- Production : Alejandro González Iñárritu et Amy Lippens, Julie Lynn et Kelly Thomas
- Musique : Ed Shearmur
- Photographie : Xavier Pérez Grobet
- Montage : Andrea Folprecht
- Décors : Courtney Jackson
- Costumes : Maria Tortu
- Sociétés de production : Mockingbird Pictures, Z Films et Nine Lives
- Sociétés de distribution :  Magnolia Pictures
- Budget : 500,000 dollarsUS[1]
- Pays de production :  États-Unis
- Langues : anglais, espagnol, langue des signes américaine
- Format : Couleurs - 35mm - 1.85:1 — Son Dolby Digital
- Genre : Drame
- Durée : 115 minutes
- Dates de sortie en salles[2]:
  - Italie : 2 septembre 2005
  - États-Unis :14 octobre 2005
- Dates de sortie en vidéo [2]:
  - France : 13 novembre 2007[3] (DVD)
  - Allemagne : 22 janvier 2009 (DVD)

## Distribution
- Elpidia Carrillo : Sandra
- Aomawa Baker : Garde
- Miguel Sandoval : Adjoint Sheriff Ron
- Mary Pat Dowhy : Nicole
- Andy Umberger : Garde
- K Callan : Marisa
- Chelsea Rendon : Fille de  Sandra
- Robin Wright Penn (VF : Michèle Buzynski) : Diana
- Jason Isaacs : Damian
- Sydney Tamiia Poitier : Vanessa
- Lisa Gay Hamilton (VF : Adeline Flaun[4]) : Holly
- Holly Hunter : Sonia
- Stephen Dillane : Martin
- Daniel Edward Mora : Receptionniste
- Molly Parker : Lisa
- Amanda Seyfried : Samantha
- Sissy Spacek : Ruth
- Ian McShane : Larry
- Amy Brenneman : Lorna
- Mary Kay Place : Dr. Alma Wyatt
- Lawrence Pressman : Roman
- Rebecca Tilney : Rebecca
- William Fichtner : Andrew
- Andrew Borba : Paul
- Aidan Quinn : Henry
- Kathy Baker : Camille
- Amy Lippens : Infirmière
- Joe Mantegna : Richard
- Glenn Close : Maggie
- Dakota Fanning : Maria

## Réception
Nine Lives a rencontré un bon accueil de la part de la critique, avec un pourcentage de 75 % sur le site Rotten Tomatoes, basé sur 84 commentaires et une note moyenne de 6.7⁄10 et une moyenne de 80⁄100 sur le site Metacritic, basé sur 25 commentaires.

### Box-office
| Pays ou région | Box-office    | Date d'arrêt du box-office | Nombre de semaines |
| -------------- | ------------- | -------------------------- | ------------------ |
| Mondial        | 1 591 523 USD | 20 juillet 2008            | -                  |
| États-Unis     | 478,830 USD   | 1er juin 2006              | 33                 |

## Distinctions
- Léopard d'or au Festival de Locarno 2005
- Léopard de la meilleure interprétation féminine pour l’ensemble de la distribution féminine au Festival de Locarno 2005